# Якина
Якина (англ. Yaquina, известны также как яквина, якона) — почти исчезнувшее индейское племя. Последние представители племени проживают в резервации Силетц (Siletz) в штате Орегон, причём почти все они имеют смешанное происхождение. Язык якина, ныне исчезнувший, относился к алсейским языкам, другое название которых (яконские языки) происходит от имени племени.

## Список деревень Якина
К северу от реки Якина (англ. Yaquina):
- Holukhik
- Hunkkhwitik
- Iwai, Khaishuk
- Khilukh
- Kunnupiyu
- Kwulai
- Kyaukuhu Kyuwatkal
- Mipshuntik
- Mittsulstik
- Shash
- Thlalkhaiuntik
- Thlekakhaik
- Tkhakiyu Tshkitshiauk
- Tthilkitik
- Ukhwaiksh
- Yahal
- Yikkhaich

К югу от реки Якина (англ. Yaquina):
- Atshuk
- Chulithltiyu
- Hakkyaiwal
- Hathletukhish
- Hitshinsuwit
- Hiwaitthe
- Kaku
- Khaiyukkhai
- Khitalaitthe
- Kholkh
- Khulhanshtauk
- Kilauutuksh Kumeukwu
- Kutshuwitthe
- Kwaitshi
- Kwilaishauk
- Kwulchichicheshk
- Kwullaish
- Kwullakhtauik
- Kwutichuntthe
- Mulshintik
- Naaish
- Paiinkkhwutthu
- Pikiiltthe Pkhulluwaaiithe
- Pkuuniukhtauk
- Puunttlriwaun
- Shilkhotshi
- Shupauk
- Thlekwiyauik
- Thlelkhus
- Thlinaitshtik
- Thlukwiutshthu
- Tkulmashaauk
- Tuhaushuwitthe
- Tulshk